# Puerto Celeiro Viveiro
El Puerto Celeiro Viveiro es un equipo español de fútbol sala fundado en 1988. Actualmente juega en Primera Nacional "A". El club fue fundado en Cillero parroquia perteneciente al municipio de Vivero (Lugo) España. 

## Historia
El club fue fundado en Cillero con el nombre "Club del Mar A Mariña FS", posteriormente pasaría a llamarse CEFIRE FS. Cuyo nombre puede verse hoy en el escudo del Club, ya que esta empresa es propiedad del fundador del equipo y presidente actual. El equipo pasa a jugar en Burela (Lugo) ya que su principal patrocinador CEFIRE SL. se encontraba en esta localidad. Luego de su ascenso a division de honor tuvo que trasladarse a la ciudad de Vivero (Lugo) porque el estadio de Burela (Lugo) no tenía la capacidad mínima exigida por la LNFS. El traslado solo se efectuó tras su aprobación en la asamblea de socios. El club solo se mantuvo una temporada en división de honor, pero se afincaría definitivamente en Vivero (Lugo). Mantiene una gran rivalidad con el "Burela Pescados Rubén", antiguo filial del equipo. Al finalizar la temporada 2006/2007 el club descendió de manera administrativa, por decisión de su directiva, por no verse esta capaz de hacer frente en términos económicos a la siguiente temporada.

## Palmarés
- Subcampeón de división de plata 1998/1999
- Copa Xunta de Galicia de Fútbol Sala 2001